# Horní Lhota, Ostrava-město
Horní Lhota là một làng thuộc huyện Ostrava-město, vùng Moravskoslezský, Cộng hòa Séc.